# Samlidae
Famille
Les Samlidae sont une famille de mollusques de l'ordre des nudibranches.

## Liste des genres
Selon World Register of Marine Species (13 février 2020) :
- genre Luisella Korshunova et al., 2017
- genre Samla Bergh, 1900

## Publication originale
- (en) Tatiana Korshunova, Alexander Vladimirovitch Martynov, Torkild Bakken, Jussi Evertsen, Karin Fletcher, I. Wayan Mudianta, Hiroshi Saito, Kennet Lundin, Michael Schrödl et Bernard E. Picton, « Polyphyly of the traditional family Flabellinidae affects a major group of Nudibranchia: aeolidacean taxonomic reassessment with descriptions of several new families, genera, and species (Mollusca, Gastropoda) », ZooKeys, Sofia, Pensoft Publishers (d), vol. 717, no 717,‎ 30 novembre 2017, p. 1-139 (ISSN 1313-2989 et 1313-2970, OCLC 248547717, PMID 29391848, PMCID 5784208, DOI 10.3897/ZOOKEYS.717.21885, lire en ligne).